# 天市右垣四
天市右垣四（巨蛇座γ）也称郑，是位于巨蛇座的恒星，其视星等为3.85。